# Минквиц, Зинаида Александровна фон
Зинаи́да Алекса́ндровна фон Ми́нквиц (1878 — 1918) — русская переводчица и ботаник.

## Биография
Зинаида Александровна фон Минквиц родилась в Петербурге в 1878 году. Училась в Мариинской женской гимназии в Хельсингфорсе, в 1907 году вернулась в родной город. В Петербурге занялась изучением ботаники с Борисом Федченко в Гербарии Санкт-Петербургского ботанического сада. В 1908 году вместе с Ольгой Кнорринг исследовала флору Чимкентского уезда, в 1909 году — Аулиеатинского уезда, в 1910 — Перовского уезда, в 1911 — Андижанского уезда.
В 1913 году отправилась на экспедицию в Кокандский уезд, в результате которой выпустила отдельную статью-отчёт. Награждена малой серебряной медалью Русского географического общества. В последние годы занималась изучением флоры окской долины в окрестностях Тарусы.
Осенью 1918 года заразилась сыпным тифом и скончалась.
Помимо ботанических исследований Зинаида фон Минквиц занималась переводом пьес европейских авторов на русский язык. В соавторстве с Георгием Полиловым перевела с французского пьесу Ф. Гюббеля «Под обаянием красоты» и, со шведского, пьесу А. Энквиста «С Новым годом. (В полночь)».

## Некоторые публикации
- Растительность Кокандского уезда Ферганской области (1917).

## Виды растений, названные в честь З. А. Минквиц
- Cousinia minkwitziae Bornm., 1916
- Ferula minkwitziae Korovin, 1947 [= Ferula tschimganica Lipsky ex Korovin, 1947]
- Primula minkwitziae W.W.Sm., 1934
- Scutellaria ×minkwitziae Juz., 1954
- Thesium minkwitzianum B.Fedtsch., 1923